# 임곡중학교 (경기)
임곡중학교는 경기도 안양시 동안구 비산동에 있는 공립 중학교이다.

## 학교 연혁
- 2005년 12월 26일 : 임곡중학교 30학급 설립 인가
- 2006년 3월 1일 : 초대 이영화 교장 취임
- 2006년 3월 3일 : 제1회 입학식(438명)
- 2009년 2월 12일 : 제1회 졸업(434명)
- 2013년 2월 4일 : 수푸루지관(다목적체육관) 준공
- 2024년 1월 5일 : 제16회 졸업(213명, 누계 5,085명)
- 2024년 3월 1일 : 제6대 김점옥 교장 취임
- 2024년 3월 4일 : 제19회 입학(214명)

## 참고 자료
- 임곡중학교 - 한국교육학술정보원 학교알리미